# Simona Peïcheva
Simona Peïcheva (en bulgare : Симона Пейчева) est une gymnaste rythmique individuelle bulgare, née le 14 mai 1985 à Sofia.
Elle devient connue lors championnats du monde de 2001, où elle remporte trois médailles d'or (cerceau, ballon et massues) ainsi que deux en argent (corde et concours général) et une en bronze (concours par équipes). Même si elle a obtenu d'autres médailles internationales par la suite, notamment avec deux titres lors de la finale de Coupe du monde en 2002, elle n'a jamais réédité de telles performances.
Elle a participé à deux éditions des Jeux olympiques en 2004 et 2008 mais n'y a remporté aucune médaille.